# Lou Banach
Lou Banach (n. 6 februarie 1960, Port Jervis⁠(d), New York, SUA) este un luptător ce a reprezentat Statele Unite ale Americii, medaliat olimpic. A participat la o ediție a Jocurilor Olimpice (1984) în care a câștigat o medalie de aur.

## Participări
Lista de mai jos prezintă principalele competiții la care a participat Lou Banach de-a lungul carierei.
- wrestling at the 1984 Summer Olympics – men's freestyle 100 kg[*]